# Откровения (телесериал, Россия)
«Открове́ния» — российский детективный драматический телесериал. Режиссёрский дебют Алексея Красовского.
Премьерный показ первого сезона прошёл на телеканале «Звезда» с 13 августа по 18 сентября 2012 года. В эфир вышли 18 серий из 24.
Премьерный показ второго сезона сериала под названием «Откровения. Реванш» (рабочее название — «Петля») прошёл на «Звезде» с 22 октября по 7 ноября 2012 года.

## Сюжет

### «Откровения»
Когда расследование заходит в тупик, на помощь приходит частный детектив Листок. Его метод — допрос, замаскированный под душевную беседу или непринуждённый разговор двух «случайно» оказавшихся рядом незнакомцев. Листок не давит, не угрожает, не прикрывается законом. Он предпочитает доверительный тон, а для встреч в основном использует самые обычные пространства (квартиры, офисы, коридоры, салоны автомобилей), любые места, в которых человеку удобней общаться. Листок — «хамелеон», способный представляться кем угодно: бывшим телеведущим, опустившимся на самое дно, учителем труда, клоуном, водителем троллейбуса, женихом, от которого сбежала невеста.

## Список серий

### «Откровения»
1. «Квартира»
2. «Подвал»
3. «Лифт»
4. «Завод»
5. «ЗАГС»
6. «Кабинет»
7. «Кафе»
8. «Поле»
9. «Завалы»
10. «Психотерапевт»
11. «Редакция»
12. «Конференц-зал»
13. «Огород»
14. «Парк»
15. «Машина»
16. «Массажист»
17. «Библиотека»
18. «Гримёрка»
19. «Ателье»
20. «Танго»
21. «Больница»
22. «Охранник»
23. «Ученик»
24. «Лаборатория»

### «Откровения. Реванш»
1. «Парковка»
2. «Лес»
3. «Кухня»
4. «Мост»
5. «Мастер-класс»
6. «Кафедра»
7. «Детская площадка»
8. «Сквер»
9. «Ангар»
10. «Спортзал»
11. «Крыша»
12. «Дорога»

## В ролях

### «Откровения»
- Кирилл Пирогов — Олег Листок, частный детектив-«хамелеон» (главная роль; все серии)
- Дмитрий Назаров — Андрей Григорьевич Князев, полковник (серия № 1 «Квартира»)
- Лидия Вележева — директор школы-интерната (серия № 2 «Подвал»)
- Роман Мадянов — Горюнов (серия № 3 «Лифт»)
- Андрей Ильин — Борис Бельский (серия № 4 «Завод»)
- Мария Аронова  — Любимцева, ведущая церемонии бракосочетания в ЗАГСе (серия № 5 «ЗАГС»)
- Иван Кокорин — Козловский, директор, бывший заключённый (серия № 6 «Кабинет»)
- Григорий Сиятвинда — Муромов, спонсор (серия № 7 «Кафе»)
- Ярослав Леонов — Максим, 11 лет (серия № 8 «Поле»)
- Александр (Исраэль) Демидов — Илья, спасатель, старший брат Олега Листока (серия № 9 «Завалы»)
- Татьяна Лютаева — Одинцова (серия № 10 «Психотерапевт»)
- Александр Самойленко — Роман Карлович, главный редактор «жёлтой» газеты (серия № 11 «Редакция»)
- Андрей Харитонов — дипломат (серия № 12 «Конференц-зал»)
- Валентина Талызина — Вера, мать Вадима (серия № 13 «Огород»)
- Вера Строкова — Агата-Агата, девушка-велосипедистка, столкнувшаяся с Листоком в парке (серия № 14 «Парк»)
- Евгений Цыганов — Глеб Геннадьевич, таксист (серия № 15 «Машина»)
- Полина Филоненко — Вероника (серия № 16 «Массажист»)
- Алексей Кравченко — незнакомец (серия № 17 «Библиотека»)
- Роман Ершов — Олег Листок (в детстве) (серия № 17 «Библиотека»)
- Владимир Стеклов — известный театральный актёр (серия № 18 «Гримёрка»)
- Мария Голубкина — Инна, модельер и портниха (серия № 19 «Ателье»)
- Светлана Камынина — Рая, учительница танцев (серия № 20 «Танго»)
- Игорь Ливанов — отец Олега Листока (серия № 21 «Больница»)
- Аристарх Ливанов — отчим Олега Листока (серия № 21 «Больница»)
- Александр Галибин — Илья Петрович, начальник охраны (серия № 22 «Охранник»)
- Вадим Норштейн — Пётр, ученик Олега Листока (серия № 23 «Ученик»)
- Валерий Гаркалин — известный учёный, профессор (серия № 24 «Лаборатория»)
- Иван Моховиков — ассистент профессора (серия № 24 «Лаборатория»)

### «Откровения. Реванш»
- Вера Строкова — Ева, борец за справедливость, мститель-одиночка (главная роль; все серии)
- Мадлен Джабраилова — Инга, юрист, член инициативной группы жилищного комитета микрорайона (серия № 1 «Парковка»)
- Евгений Стычкин — телерепортёр, снимающий репортаж к годовщине крушения самолёта на месте катастрофы (серия № 2 «Лес»)
- Анатолий Лобоцкий — продавец собственной элитной московской квартиры, директор рекламного агентства (серия № 3 «Кухня»)
- Максим Коновалов — строитель-отделочник, муж Марии, которой требуется дорогостоящая хирургическая операция (серия № 4 «Мост»)
- Наталья Курдюбова — Инна Игоревна, автор научной книги «Вам будет принадлежать время», бывший руководитель отдела статистики (серия № 5 «Мастер-класс»)
- Валерий Сторожик — искусствовед, преподаватель на кафедре искусствоведения (серия № 6 «Кафедра»)
- Игорь Войнаровский — посредник, встречающийся с владельцами машин (серия № 7 «Детская площадка»)
- Максим Виноградов — Лев, сын Евы (серия № 8 «Сквер»)
- Олег Фомин — Антон Леонидович Разуваев (серия № 9 «Ангар»)
- Александр Феклистов — «Саша», влиятельный человек (серия № 10 «Спортзал»)
- Мария Баева — Эля Резванова, девушка Романа, дочь известного телепродюсера (серия № 11 «Крыша»)
- Александр Сирин — отец Евы, инженер на заводе (серия № 12 «Дорога»)

## Съёмки
Актёр Кирилл Пирогов сыграл главную роль во всех эпизодах сериала за исключением трёх: в серии «Библиотека» присутствует только юный Листок, и его роль исполняет Роман Ершов; в двух других персонаж вообще не появляется — в серии «Больница» судьбу Листока решают его родной и приёмный отцы (которых сыграли братья: родного —  Игорь Ливанов, приёмного — Аристарх Ливанов); в серии «Лаборатория» о Листоке говорят люди, которым он знаком. Телеканал «Звезда» показал в эфире 22 эпизода. Эпизоды «Завалы» и «Конференц-зал» не были показаны.

«На протяжении съёмок канал не создавал помех, к нам не придирались редакторы, не было запрета на сюжеты или темы. Однако, когда сериал был снят, в стране произошли перемены. Вступил в силу новый закон о защите детей. И хотя наш сериал не относится к детским, две серии всё равно запретили. Одну — по цензурным соображениям, несмотря на то что педофил, о котором идёт речь, в кадре даже не появляется. Это была история про дипломата, который прикрывает военного атташе, подозреваемого в педофилии. Ключевое слово «военный». Другую серию мы снимали в завалах, половину серии Кирилл лежит «под землёй», и это тоже не понравилось — картинку посчитали слишком тёмной».— Из интервью Алексея Красовского журналу «GQ», 10 октября 2012 года.